# Liste des gouverneurs de Montréal
Cet article présente une liste des gouverneurs de Montréal :
| Nom                                                            | Portrait | Mandat    | Souverain |
| -------------------------------------------------------------- | -------- | --------- | --------- |
| Paul de Chomedey de Maisonneuve                                |          | 1642-1669 | Louis XIV |
| Louis d'Ailleboust de Coulonge (intérim)                       |          | 1645-1647 | Louis XIV |
| Charles-Joseph d'Ailleboust des Musseaux (intérim)             |          | 1651-1653 | Louis XIV |
| Raphaël-Lambert Closse (intérim)                               |          | 1655-1657 | Louis XIV |
| Zacharie Dupuis de Verdun (intérim)                            |          | 1662      | Louis XIV |
| Étienne Pézard de LaTouche (intérim)                           |          | 1664      | Louis XIV |
| Zacharie Dupuis de Verdun (intérim)                            |          | 1665-1666 | Louis XIV |
| Annibal-Alexis ou Balthazar de Flotte de La Frédière (intérim) |          | 1666-1667 | Louis XIV |
| Zacharie Dupuis de Verdun (intérim)                            |          | 1667-1668 | Louis XIV |
| Pierre de Lamotte de Saint-Paul                                |          | 1669-1670 | Louis XIV |
| Michel-Sidrac Dugué de Boisbriant                              |          | 1670      | Louis XIV |
| François-Marie Perrot                                          |          | 1672-1683 | Louis XIV |
| Thomas Tarieu de LaNouguère (intérim)                          |          | 1674-1675 | Louis XIV |
| Louis-Hector de Callière                                       |          | 1684-1699 | Louis XIV |
| François Provost                                               |          | 1686-1687 | Louis XIV |
| Philippe de Rigaud de Vaudreuil (intérim)                      |          | 1688-1689 | Louis XIV |
| Philippe de Rigaud de Vaudreuil                                |          | 1699-1704 | Louis XIV |
| Claude de Ramezay                                              |          | 1704-1724 | Louis XIV |
| Charles II Le Moyne                                            |          | 1724-1729 | Louis XV  |
| Jean Bouillet de la Chassaigne                                 |          | 1729-1733 | Louis XV  |
| J.-M.-Josué Berthelot, sieur de Beaucourt                      |          | 1733-1748 | Louis XV  |
| Charles III Le Moyne, 2e baron de Longueuil                    |          | 1748-1755 | Louis XV  |
| François-Pierre Rigaud de Vaudreuil                            |          | 1757-1760 | Louis XV  |